# Velevrub nadmutý
Velevrub nadmutý (Unio tumidus) je velký sladkovodní mlž. Lastura je silnostěnná, má vejčitý tvar s jednou stranu zaoblenou a druhou špičatou a s nápadným zámkem. Délka lastury se pohybuje mezi 6,5–9 cm, vysoká je 3–4 cm. Barva lastury je žlutohnědá, občas se zeleným nádechem, tělo mlže je krémově bílé.
Velevrub nadmutý žije v pomalých vodních tocích, umělých vodních kanálech, v rybnících a v zatopených štěrkovnách, preferuje pevný bahnitý podklad, na písčitém, štěrkovém či hodně bahnitém dně je vzácnější. Vyžaduje čistou a dobře okysličenou vodu.
Areál rozšíření velevruba nadmutého zahrnuje prakticky celou Evropu až po západní Ural. V západní Evropě však ustupuje v důsledku ztráty svého životního prostředí. V Německu je zařazen mezi silně ohrožené druhy (stark gefährdet) a je uveden jako zvláště chráněný druh v příloze 1 Spolkového nařízení o ochraně druhů. Chráněný je i v Nizozemsku.
V Česku je obecně vzácný, ve větším počtu se vyskytuje na Třeboňsku a na jižní a střední Moravě. Je proto považován za zranitelný druh